# Herb Canillo

Herb parafii Canillo – herb jednej z 7 parafii Andory – Canillo
Przedstawia on na owalnej tarczy mapę Andory z zaznaczonym  na niej kolorem pomarańczowym obszarem parafii. Nad mapą widnieje średniowieczny kościół (jest to Sant Joan de Casettes z XI wieku zbudowany w lombardzkim stylu romańskim) z dzwonnicą z trzema parami czarnych okien. U podstawy umieszczone są skrzyżowane gałązki wawrzynu.